# THE LAW 刑事の掟
『THE LAW 刑事の掟』（原題：Trauma Center）は、2019年のアメリカ合衆国のアクションスリラー映画。監督はマット・エスカンダリ、出演はニッキー・ウィーラン、ブルース・ウィリスなど。
日本では「未体験ゾーンの映画たち2020 延長戦」にて上映された。

## ストーリー
プエルトリコ・サンフアン。そこに暮らすマディソン・テイラーは、ある夜殺人現場に遭遇し、自身も銃で撃たれ負傷する。救急病院に搬送されたマディソンは、あの夜殺された刑事の相棒スティーブ・ウェイクス警部補から捜査への協力を依頼され、身の安全のために隔離病棟へ移される。しかし、マディソンを撃った汚職刑事2人は、口封じのため彼女の殺害を企て隔離病棟を襲撃。マディソンは必死に逃亡する。

## キャスト
※括弧内は日本語吹替
- マディソン・テイラー: ニッキー・ウィーラン（英語版） （佐古真弓）- 殺人事件を目撃した女性。
- スティーブ・ウェイクス警部補: ブルース・ウィリス（菅生隆之） - 事件を追う刑事。
- ピアース: ティト・オーティズ - 汚職刑事。
- トゥル: テキサス・バトル（藤原貴弘） - 汚職刑事。
- エミリー・テイラー: キャサリン・デイヴィス（菅沼千紗） - マディソンの妹。喘息持ち。
- トニー・マーティン: タイラー・ジョン・オルソン - スティーブの相棒。
- ジョーンズ医師: スティーヴ・グッテンバーグ - エミリーの主治医。

## 作品の評価
ロサンゼルス・タイムズのノエル・マレイは「ブルース・ウィリスでも『THE LAW 刑事の掟』を『ダイ・ハード』気取り以上の作品にはできていない。」と評し、100点満点中30点をつけている。